# Організований туризм
Організований туризм — подорожі індивідуалів чи груп туристів, організовані турпідприємством. Цей вид туризму вперше запропонував у 1841 р. Томас Кук. Він же відкрив перші туристичні агентства.
Як правило, О.т. передбачає купівлю туристичної путівки. Остання може включати транспортні послуги, харчування, проживання, трансфер, екскурсійне обслуговування тощо
Індивідуальні поїздки надають споживачу більше свободи, але вони дорожчі. Групові поїздки — дешевші, доступні масовому туристу, але надають менше свободи їх учаснику.
Частка індивідуальних поїздок іноземних туристів в Україну в складі організованого туризму становить близько 10 %. 90 % — це групові поїздки. Організація індивідуальних поїздок — трудомісткий процес, але дає вищі валютні надходження в розрахунку на одного туриста порівняно з доходами від групових турів.
Організований туризм може приймати різні форми, такі як групові тури, пакетні тури і індивідуальні тури.
Групові тури є популярною формою організованого туризму. Це заздалегідь сплановані поїздки, які мають певний маршрут і зазвичай проводяться під керівництвом гіда. Розмір групи може бути різним, але зазвичай він складає від 10 до 50 чоловік. Маршрут включає усі заходи, харчування і проживання впродовж усього туру. Перевага групових турів в тому, що все заздалегідь сплановано, і мандрівники можуть просто розслабитися і насолоджуватися поїздкою, не турбуючись ні про які деталі.
Пакетні тури - ще одна популярна форма організованого туризму. Як правило, вони включають комбінацію транспорту, проживання і заходів. Такі тури часто продаються туристичними агентствами або туроператорами, і вони пропонують фіксовану ціну за увесь пакет послуг. Перевага пакетних турів в тому, що вони частыше дешевше, ніж індивідуальна організація усіх компонентів.
Індивідуальні тури відповідають перевагам і потребам окремих мандрівників. Вони дозволяють мандрівникам вибрати ті заходи, розміщення і транспорт, які вони хочуть. Такі тури можуть бути організовані туристичними агентствами або туроператорами, або мандрівники можуть спланувати поїздку самостійно. Перевага індивідуальних турів в тому, що мандрівники можуть створити поїздку, що відповідає їх інтересам і потребам.

## У літературі
Організований туризм, і зокрема туристичне агентство Томаса Кука яскраво зобразив у своїх творах Самуїл Маршак:

| Є за кордоном контора Кука. Якщо вас здолає нудьга І ви захочете побачити світ - Острів Таїті, Париж і Памір, - Кук для вас в одну хвилину На кораблі приготує каюту, Або накаже подати літак, Або верблюда за вами пришле, Дасть вам кімнату в найкращому готелі, Теплу ванну і сніданок в ліжку. Гори і надра, північ і південь, Пальми і кедри покаже вам Кук. |